# ’Ori tahiti
 (septembre 2018).
Si vous disposez d'ouvrages ou d'articles de référence ou si vous connaissez des sites web de qualité traitant du thème abordé ici, merci de compléter l'article en donnant les références utiles à sa vérifiabilité et en les liant à la section « Notes et références ».

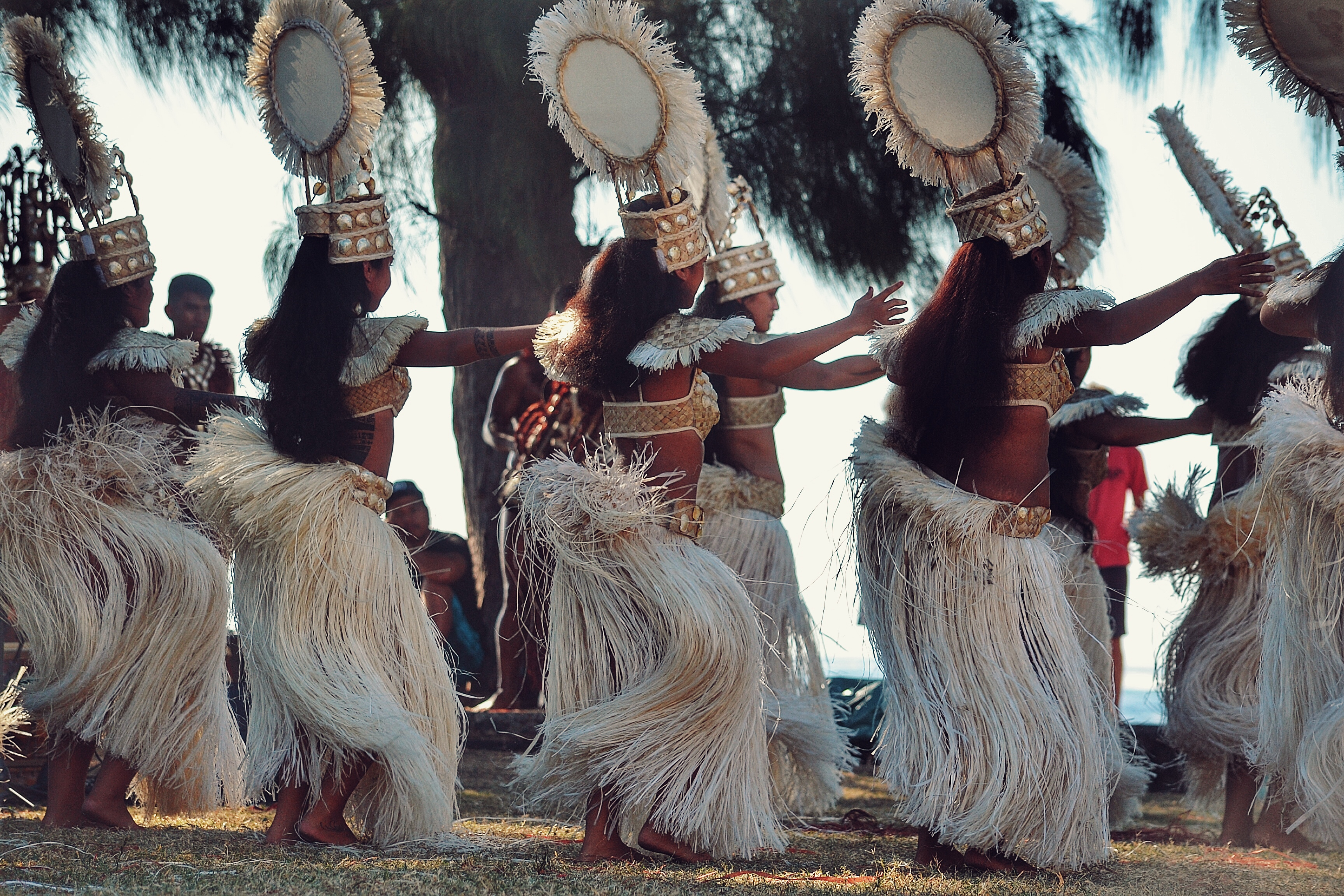
Danseuses tahitiennes

'Ori tahiti est une pratique artistique, sociale et culturelle de Tahiti et des îles de la Société. C'est la forme de danse la plus pratiquée dans l'ensemble polynésien, qui incarne l'identité culturelle tahitienne. Cette pratique regroupe les modes d'expression culturels les plus forts et les plus vifs de danse traditionnelle, de musique, d'art oratoire ('ōrero), de chants traditionnels (hīmeme) et de costumes.
Le 9 octobre 2017, le 'Ori, pratique artistique, sociale et culturelle de Tahiti et des îles de la Société est soumise au Comité du patrimoine ethnologique et immatériel (CPEI) pour l'évaluation de son inclusion dans l'inventaire national français du patrimoine culturel immatériel. Ainsi, cette pratique est incluse dans l'inventaire du patrimoine culturel immatériel en France depuis le 26 octobre 2017.

## Spécificités

### Définition
Le terme 'ori tahiti se traduit littéralement par « danse ('ori) tahitienne (tahiti) ». En ce sens, il est indissociable de son origine, de son lien au sol et de la charge affective accordée à l'enracinement culturel dans l'espace insulaire des îles de la Société.
En substance, le 'ori désigne une forme d'expression collective reposant sur une technique de danse traditionnelle. Il met en exergue une distinction des genres (hommes/femmes), d'une part, et une dissociation du corps, d'autre part, qui se traduit par un marquage du rythme par le bas du corps et par l'interprétation d'un thème culturel par le haut du corps selon une esthétique propre à Tahiti.
L'usage d'instruments traditionnels et de la langue tahitienne soutiennent une gestuelle rapportant les coutumes, les légendes ou les mythes et confortent le lien étroit existant entre le Polynésien et son univers. Les danseurs portent des costumes spécifiques constitués d'éléments issus de l'environnement naturel, dont l'agencement valorise les mouvements caractéristiques du 'ori. Les performances dansées s'articulent autour de chorégraphies concertées nécessitant de nombreuses répétitions. Les représentations sont organisées en des circonstances fixées à l'avance. Elles apparaissent comme « le complément naturel de la plupart des manifestations collectives ».
Enfin, le terme générique de 'ori tahiti se décline en cinq types de danses, dont chaque genre, que l'on peut considérer comme traditionnel, a son nom propre : 'ōte'a, 'aparima, hivināu, pā'ō'ā et pāta'uta'u.
Le 'ori tahiti est également connu et désigné, plus trivialement, sous le nom de tāmūrē, une déclinaison populaire et ludique de la danse.

### Composantes de la danse tahitienne

#### La dualité corporelle bas du corps/haut du corps
Les pieds et les balancements des hanches produisent le rythme de base ; la danse acquiert sa signification par les gestes des bras qui racontent une histoire. Chaque geste correspond à l'expression d'un mot, d'une action ou d'un concept. Le thème de la chorégraphie ou les paroles du chant étant d'une importance capitale, les danses se concentrent sur les bras et le buste. Son expression donne lieu à l'élaboration d'un « langage » poétique se renouvelant au gré des textes rédigés, véritables supports des créations chorégraphiques. La gestuelle est tout aussi complexe que subtile. Loin de relever du mime, elle permet de dire l'indicible, de transcender les écrits.

#### Dichotomie entre les mouvements féminins et masculins
« Au sein du 'ori de Tahiti et des îles de la Société, les mouvements des hommes diffèrent de ceux des femmes, laissant apparaître deux styles chorégraphiques bien distincts.[...] 
Généralement, les danseurs n'exécutent pas les mêmes mouvements de la partie supérieure du corps que les danseuses, ni les mêmes mouvements de la partie inférieure. En revanche, certains mouvements, différents dans la forme, peuvent avoir les mêmes significations »p. 4

#### Mouvements des femmes
La danse, dans sa version féminine, se caractérise par un maintien du dos et du buste qui libère la mobilité du bassin. Ce dernier est actionné par la force motrice des pieds, ce qui se traduit par un jeu de jambes souple, renforcé par la flexion alternée des genoux. En outre, le transfert du poids du corps, selon la jambe d'appui, permet à la danseuse de prendre assise dans le sol et d'exécuter ses pas. Enfin, le ventre fait l'objet d'un travail minutieux, qui oscille entre contraction et relâchement musculaire. L'action du bassin s'en trouve accentuée, avec des variations dans l'ampleur des rotations ou des balancements ainsi que dans la rapidité d'exécution. En soi, les mouvements du bas du corps n'ont pas de significations précises et relèvent de la performance ou de la synchronisation rythmique.
Le haut du corps se distingue par la dissociation des bras. Les membres supérieurs se meuvent avec fluidité. Chaque articulation est développée partant du frottement du pouce contre l'index, à l'ondulation générale des autres doigts et du poignet. Les coudes se plient et se déplient, ajoutant encore aux possibilités de la gestuelle. Ce registre peut encore être affiné grâce à l'accompagnement subtil de la tête, qui suit ou s'oppose aux gestes, et à l'expression du visage et des yeux.
L'inventaire dressé en 2017 par le Conservatoire artistique de la Polynésie française - Te Fare Upa Rau, recense les pas suivants : 
- Tā'iri tāmau
- Tā'iri toma
- Fa'arapu
- 'Afata
- 'Amaha
- Fa'ahe'e
- Fa'arori (fa'a'ohu)
- Fa'arūrū
- Ha'amenemene
- Haere tīfene
- Horo
- Ne'e 'ānimara
- Ne'e pārahi
- Nu'u
- Nu'u fa'atere
- Nu'u tīfene
- Nu'u te'i
- Ope
- 'Ori 'ōpū
- 'Ōtamu
- Pa'ipa'i
- Peipei
- Tāhapehape
- Tārou
- Te'i
- Toro
- Tōtoro
- Tua-ne'e
- Tūmami ('ami/'ami'ami/fa'a'ami'ami)
- 'Uī
- Varu
- Vehe

#### Mouvements des hommes
Les chorégraphies des hommes exaltent la force physique et la combativité. Sauts, frappes, postures ouvertes et endurance dans les positions fléchies renforcent l'imagerie de la virilité. On retrouve la dissociation entre les membres inférieurs et supérieurs. L'esthétisme de la gestuelle diffère cependant des danseuses et reste fidèle à une expression de la masculinité et donc moins fluide, peu axée sur l'ondulation des bras. Parfois, quelques mouvements de bassin interviennent au cours d'une chorégraphie, mais ils accompagnent des prestations à vocation parodique ou suggestive.
Le même inventaire Te Fare Upa Rau recense les pas suivants :
- Pā'oti
- 'Amaha
- Fa'ahe'e
- Haere pārahi
- Haere tīfene
- Horo
- Hūpapi (tātu'e)
- Ne'e 'ānimara
- Ne'e pārahi
- Nu'u
- 'Ōpapa
- 'Ori 'ōpū
- 'Ōu'a ha'ape'e tūf etu
- 'Ōu'a 'ōfati
- 'Ōu'a pātia
- Pātia
- Taparuru
- Tōtoro
- Tua-ne'e
- Tu'e
- Tūmami ('ami)
- Tūtāperepere (peretete)
- Tūte'i
- Ueue
- 'Uī
- Vehe

### Représentations
Un spectacle se structure autour d'un thème à partir duquel se construit la chorégraphie scénique.
Deux catégories peuvent être distinguées :
- les thèmes qui relatent les événements historiques, font l'éloge d'un site naturel ou culturel ou racontent les mythes et les légendes, puisant aux sources de la tradition orale et contribuant ainsi à sa perpétuation. Le mouvement dansé replace artiste et spectateur dans un contexte « traditionnel ». L'espace scénique permet de réactiver et de retraduire en gestes une tradition orale figée dans les mémoires. La thématique est enracinée dans le patrimoine polynésien : c'est le retour aux sources, référence d'une reconstruction identitaire. Dans cette catégorie, l'élaboration d'une prestation exige la lecture d'ouvrages, la recherche de personnes-sources et la visite de lieux chargés symboliquement.
- les thèmes abstraits, qui, par essence, ne puisent pas dans la tradition orale et recouvrent tous les sujets non compris dans la première catégorie. Ils traitent de faits de société, abordent une idée, un concept matière à une réflexion contemporaine (par exemple, la tradition, sa perte et sa nécessité) ou s'appuient sur une fiction.

## Repères historiques
La danse est une composante essentielle de la culture tahitienne. Le mot tahitien 'ori est issu du proto-polynésien koli qui a le sens reconstruit de « danser, se réjouir, être heureux ». Le proto-polynésien, langue-mère à l'origine des 37 langues polynésiennes contemporaines du Pacifique, est daté d'environ -3000 ans, ce qui témoigne de l'ancienneté du mot 'ori du tahitien, et sans doute de la pratique associée.
Les plus anciens témoignages écrits sont ceux des navigateurs européens. Le journal de James Cook et les gravures de John Webber, notamment, permettent d'avoir un aperçu de son importance à Tahiti au XVIIIe siècle. Les danses sont alors « nombreuses et diversifiées », comme le rapporte le missionnaire William Ellis. En tout, les explorateurs européens en ont répertorié dix-sept.
Certaines sont réservées aux femmes, d'autres aux hommes, d'autres enfin sont mixtes. Ces danses ont des caractéristiques communes : pratiquées au rythme des tambours et de la flûte nasale, elles font beaucoup intervenir les hanches, les gestes de la main et les pas sont codifiés. Les observateurs étrangers parlent souvent d'un rythme qui s'intensifie au fil de la représentation.
Si les danses sont source de plaisir, elles ne se réduisent pas à un divertissement, elles participent aux rituels, rythment les principales étapes de la vie (naissance, mariage, funérailles), et accompagnent les cérémonies marquant le début, l'apogée et la fin de la saison des récoltes. Ce sont parfois des saynètes satiriques. Elles ont aussi une fonction politique : c'est un moyen de sceller la paix, de célébrer une victoire, ou encore d'honorer la venue d'autres chefs. Selon l'importance de l'événement, les costumes peuvent être très élaborés : on évoque des couronnes de cheveux tressés, des étoffes végétales (tapa), et des pendentifs de plumes.
En plus de ces danses pratiquées par l'ensemble de la population, des spectacles sont donnés par les 'Ari'oi (en), une confrérie de baladins, comprenant huit classes et dans laquelle on était admis après une sorte de noviciat. Leurs cérémonies prenaient leur origine dans des légendes concernant le dieu 'Oro. Des tatouages étaient la marque distinctive de chaque classe. Les deux sexes étaient admis dans la confrérie, mais on n'acceptait que des gens sans enfants. Les 'Ari'oi se déplaçaient d'îles en îles où ils donnaient des spectacles nocturnes. Ces fêtes étaient l'occasion de repas pantagruéliques qui laissaient souvent les îles démunies de ressources pendant plusieurs mois.
Très peu de temps après la conversion au christianisme, cette confrérie fut abolie.
Complexe et diversifiée, la danse tahitienne est alors souvent réduite à son caractère sexuel par les observateurs étrangers. Les premiers missionnaires protestants arrivés à Tahiti en 1797 cherchent rapidement à faire disparaître toute manifestation païenne, notamment la danse tahitienne.
Accusés de « troubler ce séjour » et de faire « croître le mal sur cette terre », « la danse et la musique ou chants inconvenants, tels que ceux qui accompagnent les danses », sont interdits en 1842 par la reine Pōmare IV dans le code Tahitien pour cause « d'indécence et de débauches ». Il est précisé que les danseurs et ceux qui se rassemblent pour les regarder danser risquent une amende de 50 brasses de travail par individu et 10 brasses d'étoffe à confectionner pour les femmes.
Après la restauration du protectorat français (1845), le gouverneur Armand Joseph Bruat décide de revenir sur ces interdictions pour s'attirer les faveurs de la population. Celle-ci accueille avec bonheur cet arrêt, comme on peut le lire dans un article de L'Océanie française de 1845 : « Il y a trois semaines que la jeunesse indienne de Papeete et des districts environnants a commencé ses manifestations de joie à propos de la loi qui autorise enfin les danses du pays. » Mais cette réintroduction des danses est très encadrée : « À huit heures du soir, toutes les 'upa'upa (divertissements) devront finir. » Rapidement, les autorités restreignent encore davantage la pratique de la danse : elle n'est permise que dans certains lieux, le mardi et le jeudi uniquement. En outre, dès 1848, certaines danses jugées indécentes, dont celle appelée 'upa'upa, sont de nouveau interdites.
À ces lois et restrictions imposées par les missionnaires et par le pouvoir colonial s'ajoute une troisième menace pour la danse tahitienne : la transformation de la société, qui induit la disparition du sens de certaines danses, liées au système social. Malgré tout, la danse tahitienne n'a jamais disparu. En 1883, dans un article de L'Océanie française, on peut lire que la danse « n'est pas morte, mais [qu']elle décroît et s'affaisse ». « C'est dans les bois qu'on doit se transporter pour bien [la] juger », précise l'auteur. L'année suivante, en 1884, dans le même journal, un représentant des électeurs européens, M. Martiny, note que « personne n'ignore que dans plusieurs quartiers de la ville existent des écoles publiques de 'upa'upa qui fonctionnent en plein jour ». La population a donc résisté et trouvé des moyens de contourner les interdictions. « On ne change pas en vingt-cinq ou trente ans l'ouvrage de plusieurs siècles », affirme Eugène Caillot, auteur d'une Histoire de la Polynésie orientale (1910).
Plus aussi vibrante qu'à l'arrivée des explorateurs européens, mais toujours vivante, la danse reprend sa place dans le cadre des célébrations du 14 juillet, le tiurai, instauré en 1881. Il faut toutefois attendre onze ans pour assister au premier concours de « danses indigènes ». D'après Le Messager de Tahiti, c'est « la Great Attraction du programme de 1892 ». La danse devient un rendez-vous incontournable du tiurai ; entre 1920 et 1939, elle figure chaque année au programme.
Mais les interdits ont laissé des traces et c'est une version édulcorée des danses d'antan qui est proposée. Teuira Henry, auteur de Tahiti aux temps anciens, fait ainsi remarquer que la danse « 'ōte'a a subi de telles transformations que les danseurs de l'ancien temps ne [la] reconnaîtraient certainement pas dans sa forme moderne ». On observe aussi sur les photographies prises au début du XXe siècle que les corps sont contraints : les femmes sont parées d'une longue robe missionnaire, qu'elles agrémentent de ceintures en coquillages ou en graines, et de couronnes de fleurs. Même chose pour les danseurs, qui portent un more (jupe en fibre végétale) sur leur pantalon de costume.
Ce n'est que dans les années 1950 que la danse tahitienne retrouve ses lettres de noblesse. Une institutrice, Madeleine Mou'a, opère un tournant en créant le premier groupe de danse professionnel, « Heiva ». Elle convainc les filles de bonne famille que danser n'a rien d'immoral et essaie de répertorier les pas de danse traditionnels. Une tâche délicate, puisqu'aucune des dix-sept danses observées par les explorateurs n'a été décrite avec précision. À sa suite, d'autres danseurs et chefs de groupe entreprennent ces recherches sur les mouvements et les pas de danse. Un nouveau cap est franchi avec le renouveau culturel des années 1980. Ce travail de réappropriation de la danse s'illustre chaque année lors du Heiva, qui succède au Tiurai. Un règlement général est élaboré. Les danses traditionnelles y sont définies, certains pas sont imposés, et le jury précise sa grille de lecture : des points sont attribués pour la musique, les costumes et le thème. Comme dans l'ancien temps, la danse n'existe pas sans ces attributs. Un spectacle doit « illustrer un thème historique, légendaire, abstrait ou littéraire contemporain, être inspiré du patrimoine culturel, de l'environnement naturel, de la vie en société de la Polynésie française ». Chaque groupe de danse doit proposer un costume végétal (à base de végétaux secs ou fraîchement cueillis), et seuls certains instruments de musique sont autorisés.
Le Heiva i Tahiti est le plus grand événement culturel de l'année. Cette revitalisation se traduit par une forte augmentation de la pratique de la danse. Le Conservatoire artistique de Polynésie française, créé en 1979, a depuis reçu pour mission de promouvoir les danses polynésiennes. À ses côtés, de nombreuses écoles de danses traditionnelles se sont ouvertes. Aujourd'hui, comme hier, la danse marque les principaux événements de la société polynésienne. Elle séduit aussi de plus en plus d'étrangers grâce aux tournées internationales effectuées par des danseurs professionnels.
La danse tahitienne se pratique désormais sur les cinq continents et notamment au Japon, aux États-Unis et au Mexique.

## Récits liés à la pratique
La fascination pour la danse tahitienne est une constante, dont les premières traces ont été formalisées au contact avec les premiers navigateurs. Au-delà du regard, souvent incrédule, des nouveaux arrivants, qui ne voient qu'un divertissement, les écrits de la première heure permettent d'entrevoir la pratique originelle de la danse, perdue depuis.
John Turnbull, avec Voyage fait autour du monde en 1800, 1801, 1802, 1803 et 1804 livre une description des spectacles de danse, des instruments utilisés, et de la caste des 'Ari'oi. Il décrit notamment : « Un heva ou danse générale, succédoit le soir à ce spectacle. […] Les femmes, au nombre de quatre-vingt-dix ou cent, se partageoient en deux cercles ; l'un composé des habitantes de l'île, et l'autre, des étrangères. […] Chaque cercle avoit sa bande de musiciens. […] Il me seroit impossible de décrire la variété des sons que les danseuses produisoient par une espèce de chant qui n'étoit accompagné de paroles qu'au commencement ».
En 1837, Jacques-Antoine Moerenhout entreprend une description des mœurs des Tahitiens avant l'arrivée des Européens, à partir d'une masse d'informations glanées dans ses lectures et au cours de ses nombreuses pérégrinations. Il note, d'une part, le caractère festif de ce qu'il appelle des « Fêtes générales », mais, d'autre part, il fait le lien avec le caractère sacré de ces danses et leur lien avec la nature : « Il y avait, par an, quatre fêtes trimestrielles, au renouvellement de chaque saison. […] Les deux fêtes religieuses les plus brillantes étaient la fête des prémices et de la saison de fertilité. »
L'installation à Tahiti des missionnaires de la London Missionary Society, arrivés le 5 mars 1797, leur permet de réaliser une observation plus approfondie, mais sous le prisme d'une morale européenne qui tente de s'imposer. Le pasteur Ellis décrit chacun des « amusements » des Tahitiens au cours de « leurs grandes réunions ou festivals nationaux » : « Leurs danses étaient nombreuses et variées ; elles étaient exécutées par les hommes et les femmes qui, le plus souvent, ne dansaient pas ensemble. Leurs mouvements étaient généralement lents, mais réguliers et précis ; pendant les danses, ils se servaient autant de leurs bras que de leurs pieds. Ils dansaient au son du tambour et de la flûte ; et la danse était habituellement accompagnée de chants et de romances. »
Concentrés sur la géographie, la topographie, la faune et la flore, les scientifiques qui accompagnent les expéditions de circumnavigation ne manquent pas de représenter dans leurs croquis et dessins la danse. Les gravures nous renseignent, pour la première fois, sur les formations, les postures et les costumes.
Plus tard, l'image de la danse est également pleinement présente dans la photographie, notamment par le biais de la carte postale. Les photographes de la première heure, F. Homes, Mrs Hoare et Bopp Dupont, utilisent l'image de la danse dans leurs travaux. Cette thématique est une constante de l'image de la Polynésie française.
La danse s'impose aussi dans l'image animée : Tabou, de F.W. Murneau (1931) ; In the Wake of the Bounty, de Charles Chauvel, avec Errol Flynn (1933) ; Les Révoltés du Bounty, de Lewis Milestone, avec Carol Reed (1962). Au-delà de l'intérêt apporté par la présence du 'ori tahiti au scénario, ces images d'antan permettent, encore aujourd'hui, de constater l'évolution de la pratique, tant sur la technique de danse, que sur la chorégraphie et la confection des costumes.
Enfin, la pratique de la danse tient aussi une bonne place dans la peinture comme chez Huzé[Qui ?] et Pierre Kienlen.
Que ce soit dans les photographies et dans les productions audiovisuelles, à l'instar de sa présence dans la vie polynésienne, le 'ori tahiti est devenu indissociable de l'image de la destination Polynésie.

## Personnalités liées
- Coco Hotahota, danseur et chorégraphe, fondateur de la troupe Temaeva,
- Louise Kimitete enseigne l‘Ori tahiti pendant près de quarante ans au Conservatoire artistique de Polynésie française (CAPF), devenant l'une des figures emblématiques[10],
- Matani Kainuku, fondateur de la troupe Nonahere, membre du jury de plusieurs concours d'ori tahiti et créateur du Heiva ori international,
- Madeleine Moua, fondatrice de la troupe Heiva, à l'origine de la revitalisation de l'ori tahiti en Polynésie.

## Vidéographie
- 1984. Mana'o. Spectacle conçu et réalisé par Coco Hotahota. Avec Clément Pito, Maurice Lenoir. Production TFTN / RFO[11].
- 2012. Ori Tahiti by Makau. 10 épisodes de 26 minutes. Réalisé par Marc Emmanuel Louvat. Archipels productions[12].
- 2018. Heiva, la colère des dieux. 63 minutes. Réalisé par Jonathan Bougard. In Vivo Prod[13].
- 2019. Coco Hotahota : te maeva. 90 minutes. Réalisé par Jonathan Bougard. In Vivo Prod[14].
- 2023. Heiva, au cœur des traditions polynésiennes. 53 minutes. Réalisé par Hélène Mourot-Braudel. Production Edenpress[15].